# 密斑刺鲀
密斑刺魨（学名：Diodon hystrix），又名密斑二齒魨、刺龜、刺規、氣瓜仔，为二齒魨科刺魨屬下的一个种。

## 分布
本魚分布全球各大洋亞熱帶海域。该物种的模式产地在印度。

## 深度
水深2至30公尺。

## 特徵
本魚體短寬，口小，口內上下頷各具一枚發達的齒板。除唇及尾柄外均密布由鱗片特化的強棘。棘刺短，身上密部小黑點；各鰭短而圓，均具小黑點，背鰭軟條14至17枚；臀鰭軟條14至16枚，體長可達91公分。

## 生態
本魚棲息於沙石或礫石底質海域，游泳速度緩慢，常躲藏於礁石洞穴中，受到攻擊時會吸入海水使身體鼓脹成圓球狀，並豎起棘刺使敵人無法吞食。肉食性，以底棲動物為主食。

## 經濟利用
有毒，不宜食用，可飼養在水族館供觀賞。